# Mejsir
Mejsir (hebrejsky מֵיסִר, arabsky ميسر, v oficiálním přepisu do angličtiny Meiser) je arabská vesnice v Izraeli, v Haifském distriktu, v Oblastní radě Menaše.

## Geografie
Leží v nadmořské výšce 61 metrů, v pahorkatině na rozmezí pobřežní nížiny a kopcovitějších regionů při hranici mezi vlastním Izraelem a okupovaným Západním břehem Jordánu.
Obec se nachází 15 kilometrů od břehu Středozemního moře, cca 48 kilometrů severovýchodně od centra Tel Avivu, cca 40 kilometrů jihojihovýchodně od centra Haify a 12 kilometrů východně od města Chadera. Mejsir obývají Izraelští Arabové, přičemž osídlení v tomto regionu je etnicky smíšené. Mejsir je součástí pásu arabských sídel při hranicích Izraele a Západního břehu Jordánu nazývaného Trojúhelníku (nejblíže z nich je to město Baka-Džat 2 kilometry jižně odtud). Další arabská sídla pak pokračují cca 5 kilometrů severovýchodně odtud v oblasti Vádí Ara. Právě v okolí Mejsir je ale tento arabský sídelní pás narušen židovským městem Kacir-Chariš, jehož část Chariš, která leží jen 1 kilometr severně odtud, má navíc podle rozhodnutí vlády z roku 2010 projít výraznou stavební expanzí a má se proměnit v město s desítkami tisíc obyvatel. Na západ ležící pobřežní nížina je rovněž osídlena Židy. Obec leží 2 kilometry od Zelené linie, která tvoří hranici Západního břehu Jordánu.
Mejsir je na dopravní síť napojen pomocí lokální silnice číslo 5923. Západně od obce pak probíhá dálnice číslo 6 (Transizraelská dálnice).

## Dějiny
Mejsir vznikl před 200 lety. Obec dodnes obývá jen deset rozvětvených arabských rodin. Nachází se tu starobylá hrobka místního šejka, mešita a stará studna, která původně zásobovala vesnici vodou. Obyvatelé mají dobré vztahy s okolními židovskými vesnicemi (nejblíže je to kibuc Mecer, který je s arabskou vesnicí Mejsir takřka stavebně propojen).
Ve vesnici funguje základní škola určená i pro děti z arabských rodin z okolních obcí. Dále je tu klub pro mládež a sportovní areály. V minulosti byla místní ekonomika založena na zemědělství. V současnosti většina obyvatel za prací dojíždí mimo obec.

## Demografie
Podle údajů z roku 2014 tvořili naprostou většinu obyvatel v Mejsir Arabové. Jde o menší sídlo vesnického typu s dlouhodobě rostoucí populací. K 31. prosinci 2014 zde žilo 1855 lidí. Během roku 2014 populace stoupla o 2,4 %.
| Rok            | 1961 | 1972 | 1983 | 1995 | 2001 | 2003 | 2004 | 2005 | 2006 | 2007 | 2008 | 2009 | 2010 | 2011 | 2012 | 2013 | 2014 |
| -------------- | ---- | ---- | ---- | ---- | ---- | ---- | ---- | ---- | ---- | ---- | ---- | ---- | ---- | ---- | ---- | ---- | ---- |
| Počet obyvatel | 283  | 496  | 846  | 1094 | 1470 | 1500 | 1525 | 1543 | 1601 | 1622 | 1629 | 1717 | 1745 | 1732 | 1797 | 1812 | 1855 |